# José Kormann
José Kormann (Rio Negrinho, 21 de julho  de 1941) é  um professor, político e historiador brasileiro.
Filho de Alois e Francisca Kormann, é doutor em história moderna, pela Universidade de León, na Espanha, defendendo a sua tese em 2002, e pós-graduado em pedagogia industrial e psicologia educacional. Possui graduações em História pela Universidade Federal de Santa Catarina, e em Letras e Pedagogia pela Universidade Alto Vale do Rio do Peixe.
Tem 28 livros publicados, sendo a maioria sobre a região Norte Catarinense, e outros relacionados com psicologia e educação. É membro fundador da Academia Paranocatarinense de Letras, ocupando a cadeira nº 11. É também membro da  Academia de Letras do Brasil de Santa Catarina, Seccional de Rio Negrinho, desde 2018, ocupando a cadeira nº 26.
Além de professor, já foi vereador (1983-1988), secretário de educação e vice-prefeito (1989-1992) de Rio Negrinho e, em 2004, foi o vereador mais votado em São Bento do Sul, com 1564 votos.
Por dois anos foi presidente da Fundação Cultural de São Bento do Sul e, no final de 2006, retornou à vereança, sendo eleito presidente da Câmara Municipal de São Bento do Sul, mas teve seu mandato cassado em 2008 por infidelidade partidária, ao passar do Partido do Movimento Democrático Brasileiro (PMDB) para o Democratas (DEM).
Em 2012 foi candidato a vereador em São Bento do Sul novamente, dessa vez pelo Partido Democrático Trabalhista (PDT), recebendo 471 votos, não sendo eleito para a legislatura seguinte.

## Livros publicados
- História do Brasil (1968)
- Rio Negrinho que Eu Conheci (1980)
- Educação Permanente na Indústria (1981)
- Rio Negrinho que Eu Amo (1982)
- Lembrando a Morte de Antonio Ferreira de Lima (1983)
- Histórico da Estrada Dona Francisca: de Joinville por Campo Alegre, São Bento do Sul e Rio Negrinho a Mafra (1989)
- São Bento do Sul (1990)
- Hansa Humboldt Ontem, Hoje Corupá (1991)
- Colégio Estadual Celso Ramos Filho (1996)
- Dez Passos Rumo à Felicidade (1996)
- São Bento do Sul e Região em um Ano de Jornal Evolução vol. 1 (1997)
- Dez Passos Rumo ao Sucesso (1997)
- Dez Passos Rumo à Conquista de Alguém (1997)
- Jornal Evolução vol. 2 (2002)
- Volta Grande (2002)
- O Tronco Zipperer (2005)
- Prefeitos de São Bento do Sul e a História de Sua Gestão (2006)
- Mil Sonetos de Pensamento Positivo vol. 1 (2008)
- A Restinga do Rio Negro (2010)
- História de Rio Negrinho (2012)
- O Contestado e a Guerra do Contestado (2012)
- A Família Wiggers no Brasil (2013)
- Educação e Proficiência Pessoal - Experiência prática em magistério: 50 anos em sala de aula e de estudos teóricos ininterruptos (2014)
- História de Campo Alegre vol. 1: A gênese de Campo Alegre e todos os seus contornos (2017)
- Lendas e Verdades sobre a Fazenda Evaristo (2018)
- Cariporã (2018)
- História de Santa Catarina (2018)
- Histórias da História (2022)